# 豊浜村 (三重県)
豊浜村（とよはまむら）は三重県度会郡にあった村。現在の伊勢市の北西部、伊勢湾の沿岸、宮川の河口右岸にあたる。

## 地理
- 海洋：伊勢湾
- 河川：宮川、外城田川、江川

## 歴史
- 1889年（明治22年）4月1日 - 町村制の施行により、磯村・野依村・樫原村・土路西条村・植山新開の区域をもって発足。
- 1955年（昭和30年）1月1日 - 宇治山田市に編入。同日豊浜村廃止。宇治山田市は即日改称して伊勢市となる。

## 地域

### 教育
- 豊浜村立豊浜中学校
- 豊浜村立東小学校
- 豊浜村立西小学校

## 交通

### 鉄道路線
村域に鉄道路線は通過していなかったが、近鉄山田線の小俣駅が至近に所在。